# Polymorphus biziurae
Polymorphus biziurae es una especie de acantocéfalo del género Polymorphus, familia Polymorphidae. Fue descrita por Johnston y Edmonds en 1948. Se encuentra en Australia.